# Desbast (metal·lúrgia)
En la indústria metal·lúrgica el desbastament és la denominació genèrica d'un producte semielaborat obtingut mitjançant colada, forja o laminatge.
Els desbasts es fabriquen en els trens de laminatge de desbast. Al seu torn són la matèria primera dels trens de laminatge d'acabats per a obtenir productes acabats: planxes, perfils laminats, tubs, etc.

## Introducció

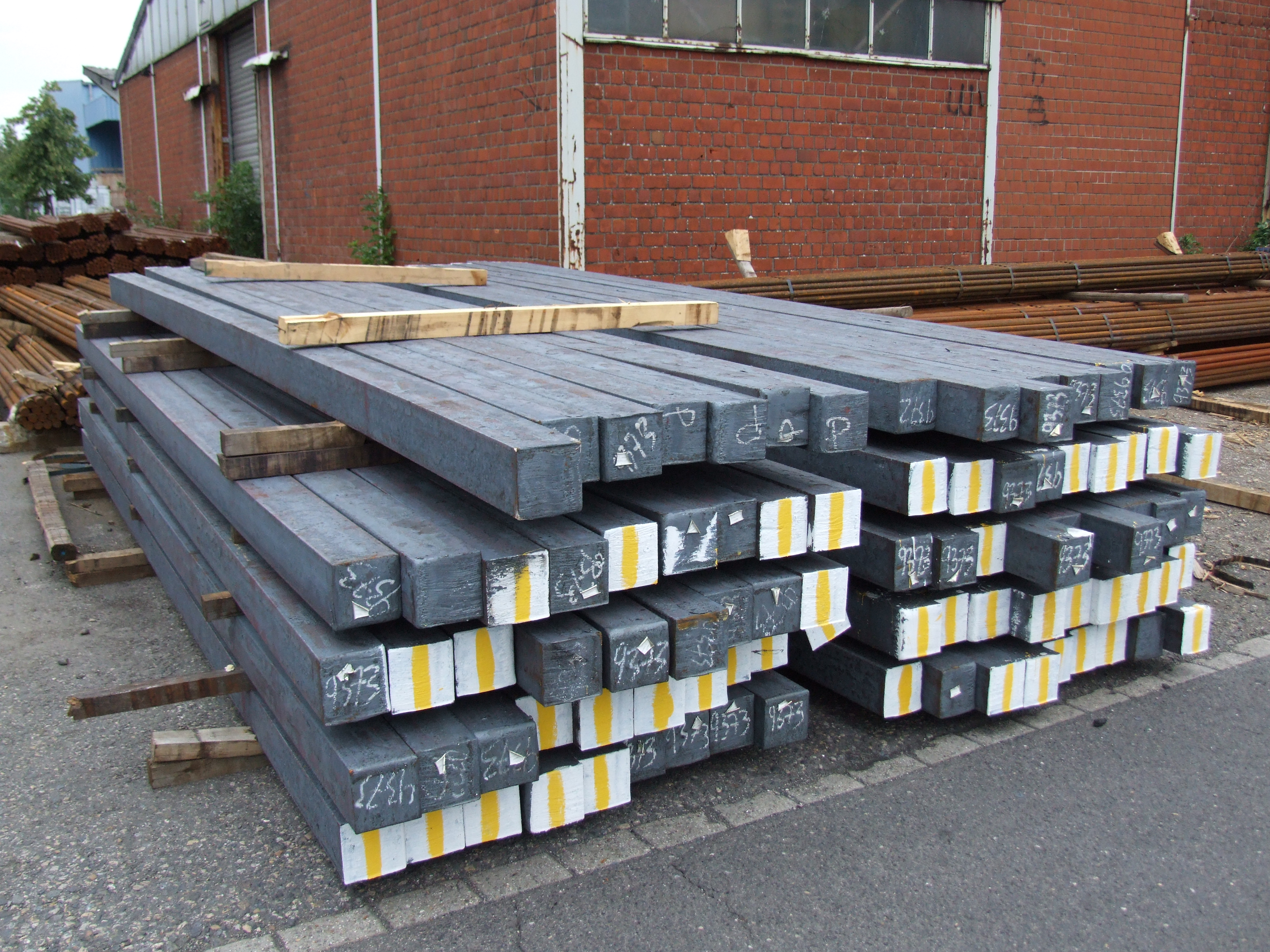
Pila de billetes d'acer

En les empreses siderúrgiques integrals a partir de les matèries primeres (pedra calcària, carbó i mineral de ferro) es produeixen productes d'acer acabats. Els productes semiacabats són els que s'obtenen abans de transformar-los en productes acabats.
En una planta siderúrgica integral hi ha, entre d'altres, les instal·lacions següents:
- forns de coc
- alts forns
- aceria
- producció de lingots
- trens de laminatge de desbastament
- trens de laminatge d'acabat
- trens de laminació en fred

Els lingots, totxos, billetes, desbasts plans i desbasts rectangulars són els productes de desbast obtinguts per colada o laminatge de desbast.
Considerant l'ordre dels processos indicats la fabricació de desbasts comença amb el ferro colat en brut amb alt contingut de carboni a la sortida d'un alt forn ("arrabio" en castellà). D'allí passa a un convertidor que el transforma en acer.
L'acer fos pot ser convertit en lingots per colada discontínua. Per colada contínua s'obtenen els desbasts.

## Lingots
Els lingots d'acer s'obtenen vessant l'acer fos en motlles de forma prismàtica. Un cop refredats i solidificats els lingots s'han de sotmetre a altres operacions per a convertir-se en productes de desbast pròpiament dits.

## Totxos
Una definició del terme totxo aplicat a la siderúrgia el faria equivalent a un desbast d'acer curt i gruixut.

## Desbast pla
Un desbast pla és una peça d'acer de secció rectangular amb un gruix igual o superior a 50 mm. La relació ample/gruix és igual o superior a 2.

## Desbast rectangular

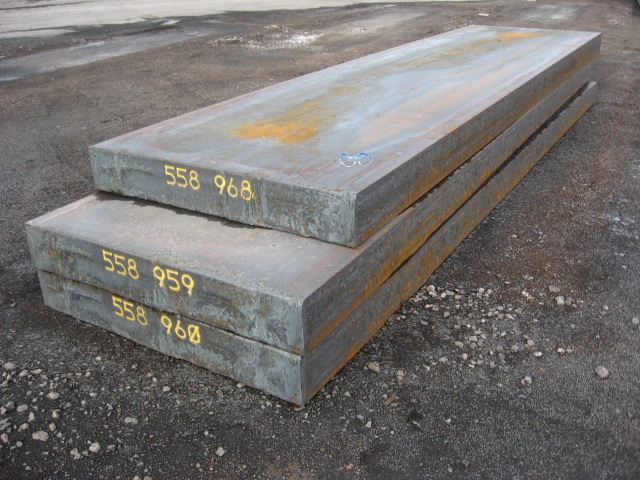
Desbasts rectangulars.

Un desbast rectangular té secció rectangular d'una superfície aproximada igual o superior a 2.500 mm2. És l'equivalent al terme anglès "slab".

## Billetes
Una billeta
és un desbast obtingut generalment a partir del laminatge d'un lingot d'acer en un tren de laminatge de desbast. Les bitlletes són peces rectes de secció aproximadament quadrada (amb costats menors o iguals a 120 mm).